# وادی بنی خالد
 وادی بنی خالد  نام دره‌ای است در کشور پادشاهی عمان، ویکی از (نقاط دیدنی سلطنت عمان) به شمار می آید. این دره در استان منطقه شرقی واقع می‌باشد. 
این دره در حدود ۲۰۳ کیلومتر از استان مسقط فاصله دارد.  وادی بنی خالد  یکی از مشهورترین دره‌های استان منطقه شرقی عمان است و یکی از معدود وادی‌های عمان است که در طول سال آب در آن جریان دارد، وشهرت این دره از اینجاست که در تمام ایام سال آب در آن وجود دارد و مانند رودخانه‌ای در جریان است و برکه‌هایی از آب شیرین و گوارا چشمزد گردشگران است. بنابراین گردشگران همیشه در این مکان حضور دارند، همچنین غاری بزرگ در این دره وجود که بنام (غار مقل) معروف است ویکی از غارهای بزرگ سلطنت عمان است، ویکی از دیدگاه گردشگران منطقه‌است. 

## چشمه ها
همچنین چند چشمه در گوشه وکناره وادی وجود دارد مانند: چشمه عین حموده و عین الصاروج و عین دوة، همچنین روستای زیبایی در کنار دره وجود دارد که بنام روستای «بضعة» معروف است.